# ココリコ
ココリコは、日本のお笑いコンビ。吉本興業所属。1992年5月結成。2人とも大阪府豊中市出身。

## メンバー
遠藤 章造（えんどう しょうぞう、1971年〈昭和46年〉7月13日 -（54歳））
ツッコミ担当。身長167 cm、体重62kg、血液型O型。

田中 直樹（たなか なおき、1971年〈昭和46年〉4月26日 -（54歳））
ボケ・ネタ作り担当。身長181 cm、体重65kg、血液型O型。

## 来歴・人物
小学一年生のときに同級生として2人は出会う。豊中四中時代に同じクラスになり仲良くなり共に準硬式野球部にて遠藤が投手、田中が捕手でバッテリーを組んでいた。卒業後に遠藤は香川県の高校へ野球留学、田中はハンドボール部に所属する。
高校を卒業後、遠藤は香川県高松市で事務機器の営業として働いていたが間もなく退職。芸人の道を志し、専門学校に通っていた田中を誘って共に上京した。1992年5月14日、「ココリコボンバーズ」として吉本バッタモンクラブのオーディションで初舞台を踏む。大阪出身ながら、東京吉本からデビューするという異例のコンビとなった。なお、藤井隆やNSC大阪校11期生（中川家、ケンドーコバヤシ、陣内智則、たむらけんじ、ハリウッドザコシショウら）と同期に当たる。
コンビ名は、中学時代の2人が部活帰りに偶然拾ったシステム手帳に書かれていた「喫茶ココリコで待ち合わせ」が由来。それを落とし主に届けたところ謝礼として1万円を貰い、縁起のいい名前として付けた。「ボンバーズ」の部分は、当時「ん・ン」がつくコンビ名は売れるというゲン担ぎとして加えた。しかし、のちに加藤浩次（極楽とんぼ）からアドバイスを受け、「ボンバーズ」を省き現在のコンビ名となる。デビュー当初に務めたのは『吉本印天然素材』の前説で、初舞台は赤坂プレイボックスでのイベントだった。その後、『ダウンタウンのガキの使いやあらへんで!』（日本テレビ）の前説を経てレギュラーへ昇格する。
デビュー間もない頃は、売れない現状を互いに責任転嫁したりコンビ間で口も利かない時期があり、銀座7丁目劇場でのライブではついに楽屋で殴り合いの喧嘩に発展。遠藤は元来他人に啖呵を切れるタイプなため様々な暴言を田中へ浴びせかけた。一方、啖呵が切れるタイプではない田中は何かしら遠藤に言い返すべく、「なんだ、てめぇこの野郎!」と怒るつもりが慣れないことをしたせいか、「なんだ、このてめぇ野郎!」と言い間違えてしまう。対する遠藤が「逆や」とツッコんだところで互いの溜飲が下がり、喧嘩も収まった。
2007年4月に開催された吉本主催のお笑いイベント「LIVE STAND 07」では、初日の大トリを務めた。
2005年以降はお互いピンとしての活動が増え、それぞれ個々でレギュラー番組を持つようになった。
共に妻とは番組共演をきっかけに結婚に至ったコンビであるが、遠藤は2007年12月に千秋と離婚、2015年12月に関根勤の元マネージャーである一般女性と再婚した。一方の田中は2017年5月に小日向しえと離婚しているが、長男と次男の親権は田中が保有している。
2010年以降はコンビでのレギュラー番組を持つ機会が減ってしまい、2016年12月18日は自らがMCを務めた『ココリコ黄金伝説』の時代から18年間続いた『いきなり!黄金伝説。』（テレビ朝日系列）が終了。2019年4月には同じテレビ朝日系列の『かみひとえ』のレギュラーに起用されるも2020年9月21日を以って番組が終了し、わずか1年半でMCの番組が消滅した。これ以降のコンビでのレギュラー番組は所属事務所の先輩であるダウンタウンがMCの『ダウンタウンのガキの使いやあらへんで!』のみとなっている。
2021年11月26日、コンビの公式YouTubeチャンネル『ココリコチャンネル』を開設。

## 出演・作品
個々の出演は遠藤章造・田中直樹 の項目を参照。

### テレビ番組

#### レギュラー番組
現在の出演番組
- ダウンタウンのガキの使いやあらへんで!（1997年2月9日 - 、日本テレビ系）- レギュラー
- THE突破ファイル（日本テレビ）- 不定期でゲスト解答者＆ＶＴＲ出演

過去の出演番組
- 吉本東京新発売（1994年、TBSテレビ）
- 生だ静岡キンゴロー!（1994年、テレビ静岡）[7]
- ピッカピカ天然素材!（1994年10月 - 1995年3月、TBS）
- 急性吉本炎→慢性吉本炎（1995年4月 - 1997年3月、TBS）
- DABO銀（1995年4月3日 - 1996年3月25日、テレビ朝日）
- UN FACTORY カボスケ（1995年4月 - 9月、フジテレビ）
- 素っ裸牧場（1996年 - 1998年、テレビ埼玉）
- 森田一義アワー 笑っていいとも!（1997年4月 - 2006年9月、火→金→木→火→金→木曜日、フジテレビ）
  - 笑っていいとも!増刊号（フジテレビ）
- 中居正広のボクらはみんな生きている（1997年10月29日 - 1999年3月、フジテレビ）
- 少年サトル → 超人サトル（1997年10月 - 1998年3月、フジテレビ）
- ハッピーバースデー!（1998年1月18日 - 1999年9月19日、フジテレビ）
- はばたけ!ペンギン（1998年4月15日 - 8月26日、TBSテレビ）
- ココリコ黄金伝説 → ココリコA級伝説 → いきなり!黄金伝説。（1998年10月6日 - 2016年9月22日、テレビ朝日）
- ココリコ海上火災（1998年11月 - 1999年10月、毎日放送）
- 銀河ピカイチテレビ（1998年、MBSテレビ）
- サタ☆スマ（1999年4月17日 - 2002年3月23日、フジテレビ、不定期出演）
- フジリコ（1999年10月1日 - 2002年3月29日、読売テレビ/日本テレビ）
- 明石家マンション物語（1999年10月13日 - 2001年9月26日、フジテレビ）
- ココリコミラクルタイプ（2001年4月11日 - 2007年9月5日、フジテレビ）
- 退屈貴族（2003年10月 - 2004年3月、フジテレビ）
- ぶちぬき（2005年4月4日 - 2006年3月24日、テレビ東京）：火曜日担当
- ココリコミリオン家族（2006年4月4日 - 2008年12月9日、テレビ東京系）
- ココリコグータンミラクルヌーボタイプ（2006年9月13日 - 2007年3月28日、フジテレビ）
- 音リコ!（2007年10月4日 - 2008年3月27日、日本テレビ）
- MMM（2008年4月 - 2009年3月、日本テレビ系／制作：読売テレビ）
- 運命のひと押し 〜ここで印鑑を押しますか?〜（テレビ朝日、2018年4月12日 - 9月27日） - MC
- かみひとえ（2019年4月 - 2020年9月21日、テレビ朝日） - MC

#### 特別番組
＊MCもしくはメインキャスト
- SMAP×SMAP 超スマスマ 秋の稲妻スペシャル!（1996年9月30日、フジテレビ）- 『古畑拓三郎』警備員役
- 笑っていいとも!特大号（1997年 - 2005年、フジテレビ）
- 史上最強のメガヒット カラオケBEST100 完璧に歌って1000万円（2000年 - 2004年、テレビ朝日）
- 20世紀感動名場面100（2000年12月31日、テレビ朝日） - 司会
  - 涙と感動と元気でつづる最強のテレビ名場面ベスト1000（2001年12月31日） - 司会
- 極楽&ココリコの芸能界ドッキリ出世大作戦!!（2001年12月31日、TBS） - 司会
- 今年も生だよ芸人集合 笑いっぱなし伝説（2005年1月1日、2008年1月1日、2009年1月1日、テレビ東京）
- 史上空前!! 笑いの祭典 ザ・ドリームマッチ（2005年1月4日、2006年1月4日、2007年1月4日、2008年1月5日、TBS）
- プロ野球オールスタースーパーバトル（2005年 - 2006年、東海テレビ放送）
- 笑道（2005年 - 2007年、MBSテレビ）
- フジ最強コント夢競演みんなでコント会議 (2008年9月18日、フジテレビ)
- 新春 鶴瓶大新年会（2009年 - 2011年、フジテレビ）
- 鳥人間コンテスト選手権大会（2010年、讀賣テレビ） - 第33回男性司会者
- 関西美魔女コレクション2013（2013年、テレビ朝日、関西ローカル）[8] - 総合司会
- なら≒デキ〜○○なら××デキるはず〜 → 天才キッズ全員集合〜君ならデキる!!〜（2016年10月6日 - 2018年2月5日、テレビ朝日系）-MC[9]
- 冬の祭典2019（2019年2月9日、テレビ信州）- MC
- ココリコの生きものどアップ!超ミクロハンター（2022年11月6日、NHK BS 8K） - MC

### ラジオ番組
- 快楽シャワー王国（CBCラジオ、1996年10月 - 1999年3月）
- ココリコの@llnightnippon.com（ニッポン放送、1999年4月 - 2001年3月）
- ココリコのオールナイトニッポンPremium （ニッポン放送、2017年10月 - 12月、2018年10月 - 2019年3月）

### テレビドラマ
- 明日があるさ（2001年4月21日 - 6月30日、日本テレビ） ｰ コンビとしては唯一のドラマ出演。

### 映画
- ヤンキー愚連隊 なんぼのもんじゃい!2（1994年）ココリコボンバーズとして
- 岸和田少年野球団（1995年）
- 明日があるさ THE MOVIE（2002年）
- マスク2（2005年）【日本語吹き替え版】

### CM
- 江崎グリコ（プリッツ）
- ココストア
- 日本コカ・コーラ（ジョージア）（2000年）[10]
- ハウス食品（POP CHIP）
- ハウス食品「ククレカレー」（2000年）
- 日立「C3001H」（2001年）
- 日立「horaso.com」（2001年）
- ららぽーと「ゴー!ゴー!25th!LaLaport・デカチャレ」（2006年）
- SMBCコンシューマーファイナンス「プロミス」（2020年）
- MOTA車買取「MOTA DIRECT」（2022年10月）[11]

## CD
- 遠藤章造と田中さん『悲しみの夜明け』（2001年5月23日）
- Re:Japanの一員としてシングル2枚・アルバム1枚を発売

## 受賞歴
- 第39回ゴールデン・アロー賞 芸能賞
- 2001年度日本アカデミー賞新人俳優賞・話題賞： 田中のみ
- 2005年度笑いの祭典!! ザ・ドリームマッチ'05優勝：田中&三村マサカズ（さまぁ〜ず）ペア